# 欧州理事会議長
欧州理事会議長（おうしゅうりじかいぎちょう、英: President of the European Council、仏: Président du Conseil européen）は、欧州連合（EU）の政治的指針を示す機関である欧州理事会の議長。国際的な場において欧州連合を代表する第一人者である。正確ではないがEU大統領と表記されることもある。
欧州連合条約第15条では、欧州理事会は任期2年半で、1度に限り再任することができる議長を任命することがうたわれている。欧州理事会議長の任免には条件を満たした多数の賛成を要する。
1975年から2009年まで欧州理事会議長は、そのときどきの欧州連合理事会議長国の国家元首または政府の長が半年で交替する輪番制を採っており、また法的な根拠を持つ役職ではなかった。
2009年12月1日、ヘルマン・ファン・ロンパイが初代欧州理事会常任議長に就任した。ファン・ロンパイは2009年11月19日に初代議長に選出されており、リスボン条約の発効にともなって就任した。ファン・ロンパイは1期目の任期満了の3か月前に行われた欧州理事会にて再選され、2014年11月末まで議長を務めた。
2014年12月1日、ポーランド元首相のドナルド・トゥスクが2代目となる欧州理事会常任議長に就任し、2019年11月末まで議長を務めた。
2019年12月1日、3代目欧州理事会常任議長に元ベルギー首相のシャルル・ミシェルが就任し、2022年3月24日に再選された。任期は2024年11月30日まで。
2024年12月1日、4代目欧州理事会常任議長に元ポルトガル首相のアントニオ・コスタが就任した。

## 歴史
欧州理事会は1961年に非公式首脳会合として初めて開かれ、1974年に定例化された。このとき欧州理事会議長は欧州連合（1993年11月1日以前は欧州諸共同体）理事会の議長国の制度にならうこととなった。欧州理事会は加盟国の首脳で構成されていることから、欧州理事会の議長は議長国の首脳が務めることとなった。この輪番制の議長職は半年ごとに交替する制度を採った。

### 常任化
欧州憲法条約では従来の輪番制に代わり、常任の「欧州理事会議長」の概要を示していた。欧州憲法条約は批准手続きにおいて、フランスとオランダの国民投票で否決された。しかしながら欧州理事会と議長職についての変更点はリスボン条約でも残され、そのリスボン条約は2009年12月1日に発効した。
常任議長がどのような性質を持つ役職であるかということが具体的にされていなかったため、初代常任議長は将来における「常任議長職の輪郭を描く」ものとされている。常任議長は基本条約で示されているような、単に欧州理事会の会合における議長を務め、会合と政策の円滑な進行を確保する程度の象徴的な役職に過ぎないという考え方がある。常任議長がこのような役職であれば、政界引退が近いような指導者にとってみれば自らの経歴に花を添えるものと考えるような最高の役職となり、常任議長となった人物は欧州連合の機関に対して権力を行使するよりも事務的な作業に力を注ぐことになりかねない。これに対して別の考え方では常任議長について、連合内部でより積極的な活動ができるようになり、また対外的に発信する役職となると見ている。このような考え方での常任議長は事実上の「ヨーロッパの大統領」と位置づけられ、世界に対して欧州連合を代表する役職となる。そのような役職に就く人物には強いリーダーシップが求められることになる。
リスボン条約では欧州理事会議長の選任手続きが定められておらず、公の場での発言や憶測などが飛び交う中で様々な人物が候補に挙がった。2007年11月19日にフランスの大統領ニコラ・サルコジは常任議長の候補としてトニー・ブレア、フェリペ・ゴンサレス、ジャン＝クロード・ユンケルの名を私見として挙げ、特にブレアについては長らく最有力候補と目されてきた。ところがブレアに対してはイラク戦争を開戦したことや、出身国イギリスがユーロ圏やシェンゲン圏に入っていないということもあって、常任議長にはふさわしくないとする強い反発が起こった。

## 歴代議長

### 輪番制の議長
| 年   | 月       | 氏名                             | 欧州政党 | 欧州政党               | 国             |
| ---- | -------- | -------------------------------- | -------- | ---------------------- | -------------- |
| 1975 | 1月-6月  | リーアム・コスグレイヴ           |          | 欧州人民党             | アイルランド   |
| 1975 | 7月-12月 | アルド・モーロ                   |          | 欧州人民党             | イタリア       |
| 1976 | 1月-6月  | ガストン・トルン                 |          | 欧州自由民主改革党     | ルクセンブルク |
| 1976 | 7月-12月 | ヨープ・デン・アイル             |          | 欧州社会党             | オランダ       |
| 1977 | 1月-6月  | ジェームズ・キャラハン           |          | 欧州社会党             | イギリス       |
| 1977 | 7月-12月 | レオ・ティンデマンス             |          | 欧州人民党             | ベルギー       |
| 1978 | 1月-6月  | アンカー・ヨルゲンセン           |          | 欧州社会党             | デンマーク     |
| 1978 | 7月-12月 | ヘルムート・シュミット           |          | 欧州社会党             | 西ドイツ       |
| 1979 | 1月-6月  | ヴァレリー・ジスカール・デスタン |          | 欧州自由民主改革党     | フランス       |
| 1979 | 7月-12月 | ジャック・リンチ                 |          | 欧州進歩民主党         | アイルランド   |
| 1979 | 12月     | チャールズ・ホーヒー             |          | 欧州進歩民主党         | アイルランド   |
| 1980 | 1月-6月  | フランチェスコ・コッシガ         |          | 欧州人民党             | イタリア       |
| 1980 | 7月-12月 | ピエール・ウェルナー             |          | 欧州人民党             | ルクセンブルク |
| 1981 | 1月-6月  | ドリース・ファン・アフト         |          | 欧州人民党             | オランダ       |
| 1981 | 7月-12月 | マーガレット・サッチャー         |          | 無所属                 | イギリス       |
| 1982 | 1月-6月  | ウィルフリート・マルテンス       |          | 欧州人民党             | ベルギー       |
| 1982 | 7月-9月  | アンカー・ヨルゲンセン           |          | 欧州社会党             | デンマーク     |
| 1982 | 9月-12月 | ポール・シュルター               |          | 欧州人民党             | デンマーク     |
| 1983 | 1月-6月  | ヘルムート・コール               |          | 欧州人民党             | 西ドイツ       |
| 1983 | 7月-12月 | アンドレアス・パパンドレウ       |          | 欧州社会党             | ギリシャ       |
| 1984 | 1月-6月  | フランソワ・ミッテラン           |          | 欧州社会党             | フランス       |
| 1984 | 7月-12月 | ギャレット・フィッツジェラルド   |          | 欧州人民党             | アイルランド   |
| 1985 | 1月-6月  | ベッティーノ・クラクシ           |          | 欧州社会党             | イタリア       |
| 1985 | 7月-12月 | ジャック・サンテール             |          | 欧州人民党             | ルクセンブルク |
| 1986 | 1月-6月  | ルード・ルベルス                 |          | 欧州人民党             | オランダ       |
| 1986 | 7月-12月 | マーガレット・サッチャー         |          | 無所属                 | イギリス       |
| 1987 | 1月-6月  | ウィルフリート・マルテンス       |          | 欧州人民党             | ベルギー       |
| 1987 | 7月-12月 | ポール・シュルター               |          | 欧州人民党             | デンマーク     |
| 1988 | 1月-6月  | ヘルムート・コール               |          | 欧州人民党             | 西ドイツ       |
| 1988 | 7月-12月 | アンドレアス・パパンドレウ       |          | 欧州社会党             | ギリシャ       |
| 1989 | 1月-6月  | フェリペ・ゴンサレス             |          | 欧州社会党             | スペイン       |
| 1989 | 7月-12月 | フランソワ・ミッテラン           |          | 欧州社会党             | フランス       |
| 1990 | 1月-6月  | チャールズ・ホーヒー             |          | 欧州民主連合           | アイルランド   |
| 1990 | 7月-12月 | ジュリオ・アンドレオッティ       |          | 欧州人民党             | イタリア       |
| 1991 | 1月-6月  | ジャック・サンテール             |          | 欧州人民党             | ルクセンブルク |
| 1991 | 7月-12月 | ルード・ルベルス                 |          | 欧州人民党             | オランダ       |
| 1992 | 1月-6月  | アニーバル・カヴァコ・シルヴァ   |          | 欧州自由民主改革党     | ポルトガル     |
| 1992 | 7月-12月 | ジョン・メージャー               |          | 無所属                 | イギリス       |
| 1993 | 1月      | ポール・シュルター               |          | 欧州人民党             | デンマーク     |
| 1993 | 1月-6月  | ポール・ニューロップ・ラスムセン |          | 欧州社会党             | デンマーク     |
| 1993 | 7月-12月 | ジャン＝リュック・デハーネ       |          | 欧州人民党             | ベルギー       |
| 1994 | 1月-6月  | アンドレアス・パパンドレウ       |          | 欧州社会党             | ギリシャ       |
| 1994 | 7月-12月 | ヘルムート・コール               |          | 欧州人民党             | ドイツ         |
| 1995 | 1月-5月  | フランソワ・ミッテラン           |          | 欧州社会党             | フランス       |
| 1995 | 5月-6月  | ジャック・シラク                 |          | 無所属                 | フランス       |
| 1995 | 7月-12月 | フェリペ・ゴンサレス             |          | 欧州社会党             | スペイン       |
| 1996 | 1月-5月  | ランベルト・ディーニ             |          | 欧州自由民主改革党     | イタリア       |
| 1996 | 5月-6月  | ロマーノ・プローディ             |          | 欧州社会党             | イタリア       |
| 1996 | 7月-12月 | ジョン・ブルトン                 |          | 欧州人民党             | アイルランド   |
| 1997 | 1月-6月  | ウィム・コック                   |          | 欧州社会党             | オランダ       |
| 1997 | 7月-12月 | ジャン＝クロード・ユンケル       |          | 欧州人民党             | ルクセンブルク |
| 1998 | 1月-6月  | トニー・ブレア                   |          | 欧州社会党             | イギリス       |
| 1998 | 7月-12月 | ヴィクトル・クリーマ             |          | 欧州社会党             | オーストリア   |
| 1999 | 1月-6月  | ゲアハルト・シュレーダー         |          | 欧州社会党             | ドイツ         |
| 1999 | 7月-12月 | パーヴォ・リッポネン             |          | 欧州社会党             | フィンランド   |
| 2000 | 1月-6月  | アントニオ・グテーレス           |          | 欧州社会党             | ポルトガル     |
| 2000 | 7月-12月 | ジャック・シラク                 |          | 欧州人民党             | フランス       |
| 2001 | 1月-6月  | ヨーラン・ペーション             |          | 欧州社会党             | スウェーデン   |
| 2001 | 7月-12月 | ヒー・フェルホフスタット         |          | 欧州自由民主改革党     | ベルギー       |
| 2002 | 1月-6月  | ホセ・マリア・アスナール         |          | 欧州人民党             | スペイン       |
| 2002 | 7月-12月 | アナス・フォー・ラスムセン       |          | 欧州自由民主改革党     | デンマーク     |
| 2003 | 1月-6月  | コスタス・シミティス             |          | 欧州社会党             | ギリシャ       |
| 2003 | 7月-12月 | シルヴィオ・ベルルスコーニ       |          | 欧州人民党             | イタリア       |
| 2004 | 1月-6月  | バーティ・アハーン               |          | 諸国民のヨーロッパ連合 | アイルランド   |
| 2004 | 7月-12月 | ヤン・ペーター・バルケネンデ     |          | 欧州人民党             | オランダ       |
| 2005 | 1月-6月  | ジャン＝クロード・ユンケル       |          | 欧州人民党             | ルクセンブルク |
| 2005 | 7月-12月 | トニー・ブレア                   |          | 欧州社会党             | イギリス       |
| 2006 | 1月-6月  | ヴォルフガング・シュッセル       |          | 欧州人民党             | オーストリア   |
| 2006 | 7月-12月 | マッティ・ヴァンハネン           |          | 欧州自由民主改革党     | フィンランド   |
| 2007 | 1月-6月  | アンゲラ・メルケル               |          | 欧州人民党             | ドイツ         |
| 2007 | 7月-12月 | ジョゼ・ソクラテス               |          | 欧州社会党             | ポルトガル     |
| 2008 | 1月-6月  | ヤネス・ヤンシャ                 |          | 欧州人民党             | スロベニア     |
| 2008 | 7月-12月 | ニコラ・サルコジ                 |          | 欧州人民党             | フランス       |
| 2009 | 1月-5月  | ミレク・トポラーネク             |          | 欧州保守改革同盟       | チェコ         |
| 2009 | 5月-6月  | ヤン・フィシェル                 |          | 無所属                 | チェコ         |
| 2009 | 7月-11月 | フレドリック・ラインフェルト     |          | 欧州人民党             | スウェーデン   |

### 常任議長
| 代 | 氏名              | 氏名                                      | 出身国 | 在任期間      | 在任期間       | 欧州政党           | 国政政党                 |
| -- | ----------------- | ----------------------------------------- | --- | ------------- | -------------- | ------------------ | ------------------------ |
| 1  | Herman Van Rompuy | ヘルマン・ファン・ロンパイ (1947年生まれ) | ベルギー | 2009年12月1日 | 2014年11月30日 | 欧州人民党         | キリスト教民主フラームス |
| 1  | Herman Van Rompuy | ヘルマン・ファン・ロンパイ (1947年生まれ) | 2009年11月19日、当時ベルギーの首相を務めていたヘルマン・ファン・ロンパイが初代欧州理事会常任議長に選出された。正式な任命は2009年12月1日のリスボン条約発効を受けてなされた。イギリスの首相ゴードン・ブラウンは、この日の晩にブリュッセルで開かれた首脳会合で27人の加盟国首脳は満場一致でファン・ロンパイを選出したと述べている。ブラウンはファン・ロンパイについて「ベルギーを数か月に及ぶ不確実な情勢から抜け出させ、安定をもたらすような合意を形成することができる人物」と評した。 会合後の記者会見でファン・ロンパイは加盟国の個性を強調しつつ、次のように述べている。 （仮訳）全ての国が協議で勝利となるべきなのです。敗者が出るような協議はけっして良い協議ではありません。私は全ての方々の利益や感性を考えていきます。ヨーロッパの統合が強さをもたらそうとも、ヨーロッパの多様性は私たちの強さなのです。—Herman Van Rompuy |               |                |                    |                          |
| 2  | Donald Tusk       | ドナルド・トゥスク (1957年生まれ)         | ポーランド | 2014年12月1日 | 2019年11月30日 | 欧州人民党         | 市民プラットフォーム     |
| 2  | Donald Tusk       | ドナルド・トゥスク (1957年生まれ)         | 2014年8月30日に開かれた欧州首脳の非公式会合においてポーランド首相を務めていたトゥスクが次期常任議長に内定し、同年12月1日に就任した。2017年3月9日の議長選挙で再選。 |               |                |                    |                          |
| 3  | Charles Michel    | シャルル・ミシェル (1975年生まれ)         | ベルギー | 2019年12月1日 | 2024年11月30日 | 欧州自由民主改革党 | 改革運動                 |
| 3  | Charles Michel    | シャルル・ミシェル (1975年生まれ)         | ベルギー首相 (2014年-2019年)。2022年3月24日の議長選挙で再選。 |               |                |                    |                          |
| 4  | Antonio Costa     | アントニオ・コスタ (1961年生まれ)         | ポルトガル | 2024年12月1日 | （現職）       | 欧州社会党         | 社会党                   |
| 4  | Antonio Costa     | アントニオ・コスタ (1961年生まれ)         | ポルトガル首相 (2015年-2024年)。 |               |                |                    |                          |

## 権能

### 2009年以前
2009年以前は欧州連合理事会議長国の首脳が、輪番制で任期6か月の欧州理事会の議長を務めた。議長は会議における議題を設定することになっていたが、この権限が各国の国益を図るために乱用されたこともあった。また議長国は会議において本来の出席者とは別の協議参加者を加えることができた。
また、この輪番制議長は出席する加盟国首脳のなかの筆頭 (Primus inter pares) にすぎなかった。輪番制議長は専ら欧州理事会の会合の準備と議事進行を務めるものであり、なんらかの執行権を持つものではなかった。しかしながら議長は欧州理事会を対外的に代表し、また欧州理事会の会議の後や、就任と退任の際には欧州議会に対して報告を行なう。

### 2009年以後
常任議長の役割は概して管理的なものとなり、欧州理事会の活動の調整、会議の開催と議事進行、会議後の欧州議会に対する報告といったものが挙げられる。また欧州連合条約第15条では欧州理事会議長について「その地位と能力において、欧州連合外務・安全保障政策上級代表の権限を害さない限りで共通外交・安全保障政策に関する諸問題について連合の対外的な代表を請け負う」としている。しかしながら欧州委員会委員長や外務・安全保障政策上級代表などの役割が重複する部分でどれだけ欧州理事会議長が影響力を持つのかという点は明確にされていない。また欧州理事会議長がその役職を全うするのに十分な人材や資源を持つことができるのか、あるいは特定の部署組織を持たないなかで欧州理事会議長が加盟国首脳らの「遊び玉」となるのではないかといったことも考えられている。

## 待遇
2008年4月に翌年度の予算案の策定にあたって欧州理事会議長の俸給や待遇についての公式協議が開始された。当初は欧州委員会委員長と同じ待遇とする案が出され、俸給は27万ユーロとすることが挙げられたが、最終的には35万ユーロに定められた。
欧州理事会議長には運転手つきの自動車とおよそ20人の職員が与えられる。また「象徴的すぎる」と考えられた公邸は用意されていないものの、住居手当が支払われている。また象徴的すぎるということと、欧州委員会委員長との均衡を図るために専用航空機を用意することも見送られた。
欧州理事会議長を欧州委員会委員長よりも厚遇することによって、2009年度予算案が欧州議会で否決されるというおそれがあった。欧州議会は高額の俸給などを、欧州理事会議長が権限を強めるものと受け止めていた。また欧州連合理事会では欧州理事会議長に付ける職員を60人にしようとする案が出されていたが、欧州議会の委員会では欧州議会と欧州連合理事会が相互の予算に干渉しないとする紳士協定を撤回することもほのめかした。

## 民主性
欧州議会議員や各国議会の議員に対する説明責任が規定されていないことが、主要な議題については各国の首脳らが欧州理事会議長を隠れ蓑にするのではないかという疑念につながっている。輪番制での欧州理事会議長はその人物の出身国の負託を受けていただけであったが、常任議長は出身国以外の加盟国からも選出されるということになる。
ドイツの内相・財務相を歴任するヴォルフガング・ショイブレなど一部からは欧州理事会議長に民主的な負託を与えるために直接選挙を実施することが求められた。直接選挙が実施されれば議長は欧州理事会においてより強力な指導力を発揮できるほか、欧州連合における民主的正当性に対する疑念に対応することができる。一方で直接選挙を実施すれば、欧州議会の民主的負託や、欧州委員会の潜在的な付託と対立を起こしかねない。また欧州理事会議長に負託を与えることになると、欧州連合の運営が議会重視ではなく大統領制の性格が強まることになる。

### 欧州委員会との関係
欧州理事会議長は加盟国の首相など国内での役職を持つことが禁じられているが、ヨーロッパ規模での役職との兼務についてはこのような制限が存在しない。たとえば欧州理事会議長は欧州議会議員や欧州委員会委員長などと兼職することができる。つまり欧州理事会は同一人物を欧州理事会議長と欧州委員会委員長に任命することができ、欧州連合全体における大統領的な役職を創設することになるのである。
2つの役職が兼職されていない場合は、両頭体制となりコアビタシオンが発生したり、両者の間での内部抗争が起こる可能性がある。大統領（欧州理事会議長）と首相（欧州委員会委員長）がいるフランスの半大統領制と比べると、欧州理事会議長は欧州委員会委員長を直接的に任免したり、欧州議会を解散したりするような法的権限を有していない。つまり欧州理事会議長には権威はあるが権限がなく、他方で欧州委員会委員長には権限はあるが欧州理事会議長のような権威はないのである。直接選挙が行われるなどして欧州理事会議長の民主的負託が強化されれば、このような欧州委員会委員長との関係についての問題が大きくなりかねない。